# Diplopauropus vesiculosus
Diplopauropus vesiculosus är en mångfotingart som beskrevs av Ulf Scheller 1988. Diplopauropus vesiculosus ingår i släktet Diplopauropus och familjen Diplopauropodidae. Inga underarter finns listade i Catalogue of Life.